# Градище (Дъбница)
Вижте пояснителната страница за други значения на Градище.
Градището или Свети Архангел е късноантична и средновековна крепост в Югозападна България, разположена над неврокопското село Дъбница.

## Местоположение
Крепостта е разположена на едноименното възвишение на километър северно от центъра на Дъбница.

## История
Крепостта датира от късната античност и е съществувала и през средновековието до падането на българската държава под османска власт.

## Описание
Градището има два укрепителни пояса с разлика от около 10 m, като вътрешният, заграждащ цитаделата, е силно разрушен, а от външния са запазени части, които достигат на височина до 1,5 m. Крепостта е с неправилна форма, тъй като стената следва конфигурацията на терена. В северозападния ъгъл има останки от кула градена от ломен камък и бял хоросан с размери 4,45 m (СИ) Х 3,84 m (СЗ) 4,6 m (ЮЗ) и 4,6 m (ЮИ) и широчина на зида 1,4 m. В северната част на горния град има водохранилище от камък и хоросан, покрито с полуцилиндричен каменен свод. В най-високата част на цитаделата са открити основи на църква.
В 1965 година крепостта е обявена за архитектурно-строителен паметник на културата от античността и средновековието с национално значение.